# Saison 2019 de l'équipe cycliste Burgos-BH
La saison 2019 de l'équipe cycliste Burgos BH est la quatorzième de cette équipe.

## Préparation de la saison 2019

### Sponsors et financement de l'équipe
L'équipe porte le nom de ses deux principaux sponsors : la province de Burgos, qui finance l'équipe depuis 2008, et BH (en), son fournisseur de cycles depuis 2012.

### Arrivées et départs
| Arrivées        | Équipe 2018                  |
| --------------- | ---------------------------- |
| Nuno Bico       | Movistar                     |
| José Neves      | W52-FC Porto                 |
| Matthew Gibson  | JLT-Condor                   |
| Angel Madrazo   | Delko-Marseille Provence KTM |
| Manuel Peñalver | Trevigiani Phonix-Hemus 1896 |
| Jaume Sureda    |                              |
| Ricardo Vilela  | Manzana-Postobon             |

| Départs         | Équipe 2019     |
| --------------- | --------------- |
| Adrián González |                 |
| Silvio Herklotz |                 |
| Matvey Mamykin  |                 |
| José Mendes     | Sporting-Tavira |
| Igor Merino     | suspendu        |
| Ibai Salas      | suspendu        |
| Jordi Simón     |                 |
| Pablo Torres    | Interpro        |

## Coureurs et encadrement technique

### Effectif
| Cycliste              | Date de naissance | Nationalité      | Équipe 2018                  |  |
| --------------------- | ----------------- | ---------------- | ---------------------------- |  |
| Nuno Bico             | 3 juillet 1994    | Portugal         | Movistar                     |  |
| Jetse Bol             | 8 septembre 1989  | Pays-Bas         | Burgos BH                    |  |
| Óscar Cabedo          | 12 novembre 1994  | Espagne          | Burgos BH                    |  |
| Jorge Cubero          | 6 novembre 1992   | Espagne          | Burgos BH                    |  |
| Jesús Ezquerra        | 30 novembre 1990  | Espagne          | Burgos BH                    |  |
| José Neves            | 30 octobre 1995   | Portugal         | W52-FC Porto                 |  |
| Matthew Gibson        | 2 septembre 1996  | Royaume-Uni      | JLT-Condor                   |  |
| Victor Langellotti    | 7 juin 1995       | Monaco           | Burgos BH                    |  |
| Daniel López          | 21 janvier 1994   | Espagne          | Burgos BH                    |  |
| Angel Madrazo         | 30 juillet 1988   | Espagne          | Delko-Marseille Provence KTM |  |
| James Mitri           | 28 février 1999   | Nouvelle-Zélande | Burgos BH                    |  |
| Manuel Peñalver       | 10 décembre 1998  | Espagne          | Trevigiani Phonix-Hemus 1896 |  |
| Álvaro Robredo        | 3 avril 1993      | Espagne          | Burgos BH                    |  |
| Diego Rubio Hernández | 13 juin 1991      | Espagne          | Burgos BH                    |  |
| Nícolas Sessler       | 29 avril 1994     | Brésil           | Burgos BH                    |  |
| Jaume Sureda          | 25 juillet 1996   | Espagne          |                              |  |
| Ricardo Vilela        | 18 décembre 1987  | Portugal         | Manzana-Postobon             |  |

## Bilan de la saison

### Résultats sur les courses majeures
Les tableaux suivants représentent les résultats de l'équipe dans les principales courses du calendrier international dans lesquelles l'équipe bénéficie d'une invitation (les cinq classiques majeures et les trois grands tours). Pour chaque épreuve est indiqué le meilleur coureur de l'équipe, son classement ainsi que les accessits glanés par Burgos-BH sur les courses de trois semaines.

#### Classiques
| Classique            | Milan-San Remo | Tour des Flandres | Paris-Roubaix | Liège-Bastogne-Liège | Tour de Lombardie |
| -------------------- | -------------- | ----------------- | ------------- | -------------------- | ----------------- |
| Coureur (classement) |                |                   |               |                      |                   |

#### Grands tours
| Grand tour           | Tour d'Italie | Tour de France | Tour d'Espagne |
| -------------------- | ------------- | -------------- | -------------- |
| Coureur (classement) | Non invitée   | Non invitée    |                |
| Accessits            | -             | -              | -              |